# Bestwina
Bestwina – wieś w Polsce, położona na obszarze historycznej Małopolski, w obecnym województwie śląskim, w powiecie bielskim, siedziba gminy Bestwina. Powierzchnia sołectwa wynosi 1353,6 ha, a liczba ludności 4999, co daje gęstość zaludnienia równą 341,2 os./km².

## Geografia
Graniczy od północy z Bestwinką i Kaniowem, od wschodu ze Starą Wsią. Od południowego wschodu z Janowicami i od południa z miastem Bielsko-Biała, a na zachodzie z miastem Czechowice-Dziedzice.
Przez miejscowość przepływa rzeka Łękawka, która uchodzi do Wisły w Kaniowie. W zachodniej części Bestwiny znajduje się kompleks stawów rybnych o powierzchni około 100 ha, miejsce gniazdowania ptaków wodnych.

## Integralne części wsi
| części wsi | Granice, Kąty, Kolankowice, Magówka, Nowy Świat, Pasieki, Podkępie, Podlesie, Rzeczne, Strona Chuda, Strona Tłusta, Wielodroga, Wydrzyniec, Za Lasem |

## Historia

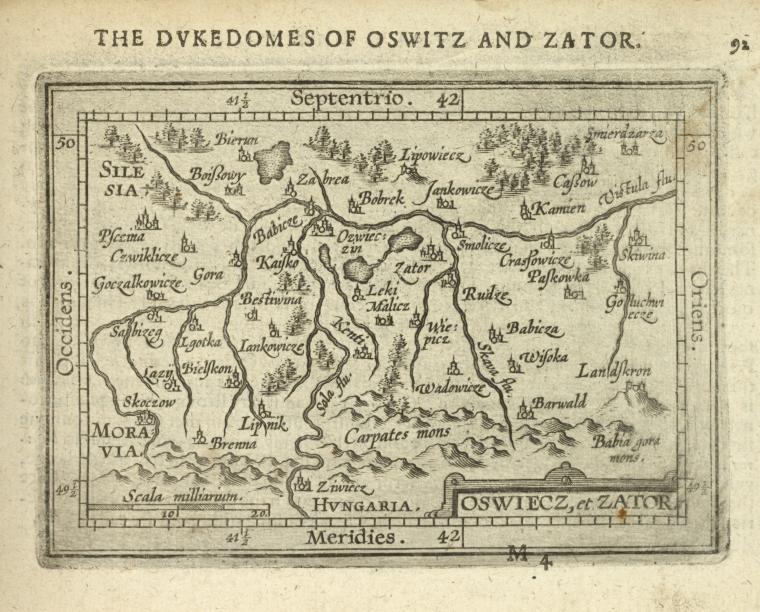
Bestwina na starej mapie z 1603 roku autorstwa Abrahama Orteliusa

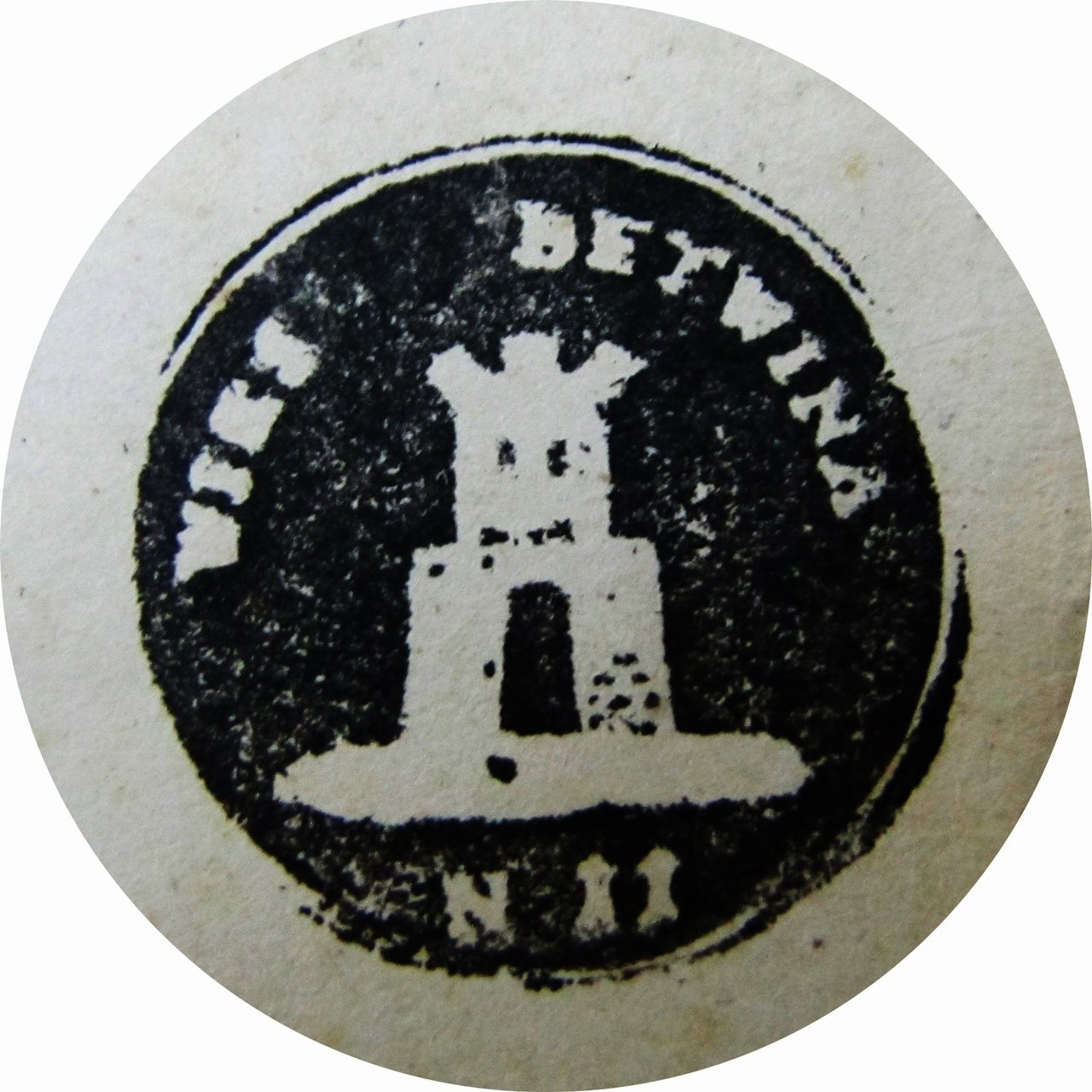
Pieczęć wsi Bestwina na dokumencie z 1875

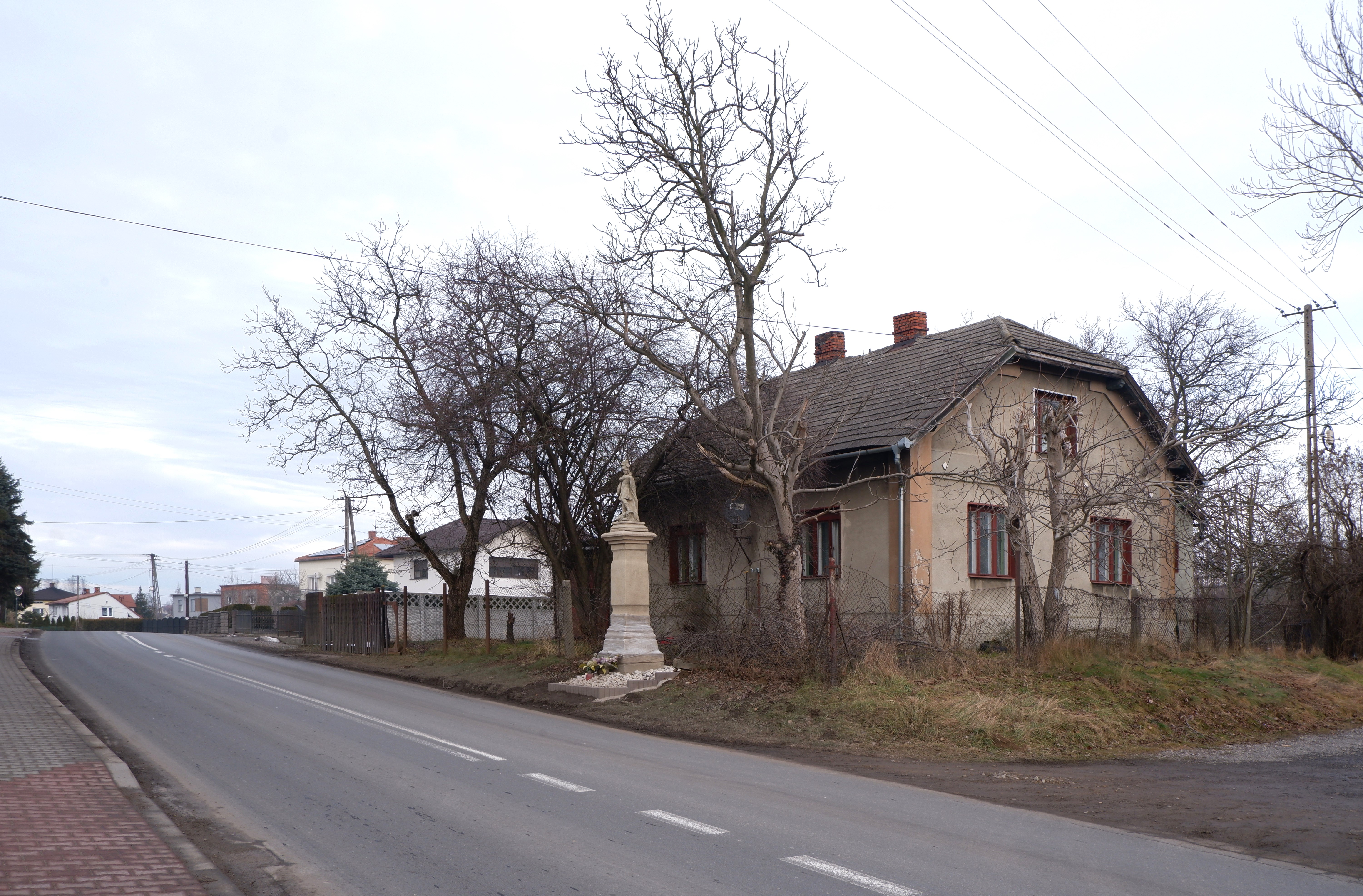
Ulica Witosa i pomnik Michała Archanioła

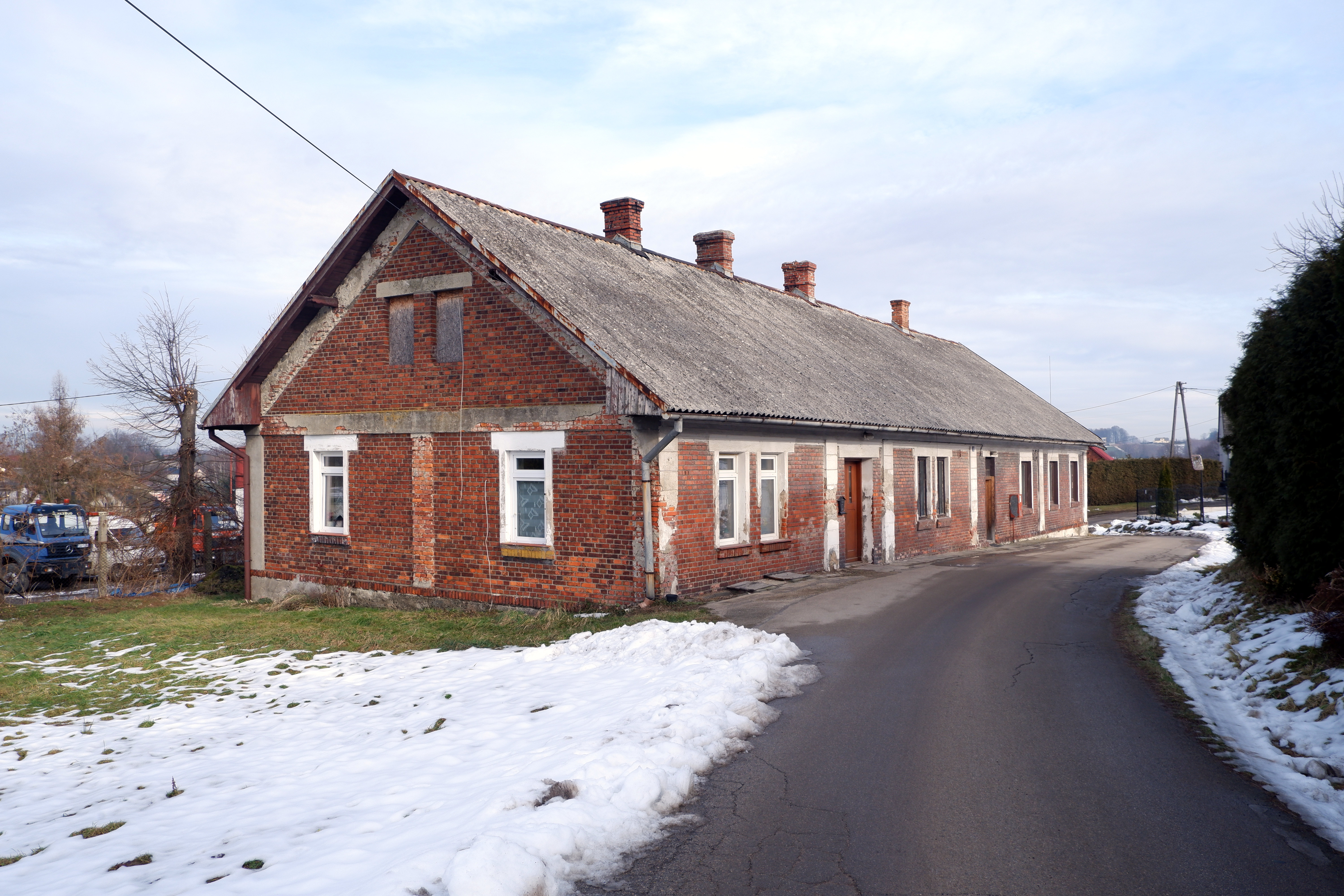
Zabytkowy dom przy ulicy Plebańskiej

Jest to jedna z najstarszych osad w dorzeczu rzeki Białej. W badaniach archeologicznych przeprowadzony w 1971 odkryto m.in. majdan grodziska nad rzeką Łękawką. Osada mogła funkcjonować tu na długo przed pierwszą wzmianką. Osada znajdowała się najprawdopodobniej w granicach kasztelanii oświęcimskiej dzieląc jej losy. Parafia miała tu już powstać w 1100 roku, a kościół miał być zburzony w przez Tatarów w 1241.
Miejscowość została po raz pierwszy wzmiankowana w dokumencie z 1273 roku. Następnie wymieniona jest w spisie świętopietrza parafii dekanatu Oświęcim diecezji krakowskiej z 1326 pod nazwą Bestwina. Pod taką samą nazwą występuje również w dokumencie sprzedaży księstwa oświęcimskiego Koronie Polskiej wystawionym przez Jana IV oświęcimskiego 21 lutego 1457. Nazwę miejscowości w zlatynizowanej staropolskiej formie Besthwina wymienia w latach 1470-1480 Jan Długosz w księdze Liber beneficiorum dioecesis Cracoviensis. W 1523 wieś wzmiankowano w niemieckiej formie Beztwin.
W 1564 roku miejscowość wraz z całym księstwem oświęcimskim i zatorskim leżała w granicach Korony Królestwa Polskiego, znajdowała się w województwie krakowskim w powiecie śląskim, jako część prowincji małopolskiej. Po unii lubelskiej w 1569 księstwo Oświęcimia i Zatora stało się częścią Rzeczypospolitej Obojga Narodów w granicach, której pozostawało do I rozbioru Polski w 1772. Pod koniec XVI wieku miejscowy kościół był zborem kalwińskim.
Po rozbiorach Bestwina znalazła się w zaborze austriackim i leżała w granicach Austrii, wchodząc w skład Królestwa Galicji i Lodomerii.
W 1826 roku z polecenia Karola Ludwika Habsburga powstał pałac, który pozostawał w rękach Habsburgów do 1944 roku.
Od 1867 w granicach powiatu bialskiego. Według austriackiego spisu ludności z 1900 r. w Bestwinie w 231 budynkach na obszarze 1356 hektarów mieszkało 1785 osób, co dawało gęstość zaludnienia równą 131,6 os./km², z tego 1755 (98,3%) mieszkańców było katolikami, 29 (1,6%) wyznawcami judaizmu a 1 osoba innej religii, 1770 (99,2%) było polsko- a 8 (0,4%) niemieckojęzycznymi.
W okresie międzywojennym w miejscowości stacjonowała placówka Straży Granicznej I linii „Bestwina”.
Podczas II wojny światowej włączony do powiatu Bielitz w III Rzeszy. Po wojnie przywrócony Polsce.
W latach 1954–1972 wieś należała i była siedzibą władz gromady Bestwina. W latach 1975–1998 miejscowość administracyjnie należała do województwa katowickiego. W okresie 1977–1982 wieś, podobnie jak cała gmina Bestwina była częścią gminy Czechowice-Dziedzice.

## Religia
Na terenie wsi działalność duszpasterską prowadzi Kościół Rzymskokatolicki (parafia Wniebowzięcia NMP). Kościół parafialny, usytuowany w północnej części wsi, w obecnym kształcie pochodzi z 1577. Część Bestwiny należy do parafii św. Jana Chrzciciela w Komorowicach (w Bielsku-Białej).

## Transport
Do miejscowości docierają autobusy Komunikacji Beskidzkiej: linia 101 (Bielsko-Biała D.A - Bielsko - Biała D. A p. Bestwinę, Kaniów, Dankowice, Stara Wieś, Bestwinę), 102 ( Bielsko-Biała D.A - Bielsko-Biała D.A p. Bestwinę, Starą Wieś, Dankowice, Kaniów, Bestwinę), 103 (Dankowice - Czechowice Dziedzice) oraz 136 ( Bielsko-Biała D.A - Czechowice-Dziedzice). Ponadto do granicy z Bestwiną dojeżdżają autobusy MZK Bielsko-Biała: linia 29 (Komorowice Sosna – Warszawska Dworzec) i linia 3 (Komorowice Sosna – Osiedle Karpackie).

## Sport
We wsi znajduje się klub piłkarski LKS Bestwina, który występuje w bielskiej okręgówce od sezonu 2009/2010.

## Osoby związane z Bestwiną
- Józef Bubak – naukowiec językoznawca, profesor Uniwersytetu Jagiellońskiego w Krakowie
- Zygmunt Bubak (1921—1986), ur. w Bestwinie, proboszcz w Krakowie i Nowej Górze, autor monografii miejscowości Bestwina. Z dziejów wsi z pogranicza śląsko-krakowskiego, wydanej w 1991;
- Ryszard Kraus – polski piłkarz
- Antoni Pająk – polski polityk, premier rządu RP na uchodźstwie
- Józef Marek Ryszka (ur. 18 grudnia 1893, zm. 14 listopada 1970 w Sopocie) – polski ziemianin, żołnierz, major piechoty Wojska Polskiego, działacz rolniczy i społeczny, polityk, senator i poseł na Sejm w II RP.
- Józef Wróbel – biskup lubelski
- Józef Wyrobek – polski nauczyciel.